# هاري مالكوم
هاري مالكوم (بالإنجليزية: Harry Malcolm)‏ هو لاعب كرة قدم أمريكية أمريكي، ولد في 25 نوفمبر 1905 في مقاطعة إنديانا في الولايات المتحدة، وتوفي في 1987.

## وصلات خارجية
- هاري مالكوم على موقع مرجع كرة القدم المحترفة.كوم (الإنجليزية)